# Церква Зарваницької Божої Матері (Тернопіль)
Церква Зарваницької Божої Матері — парафія і дерев'яний храм Тернопільсько-Зборівської архієпархії УГКЦ в Тернополі (деканат м. Тернополя — Східний). Розташований у Старому парку.

## Відомості
Настоятель церкви — отець Роман Ваврух, якого до священичого сану возвів митрополитТернопільсько-Зборівський УГКЦ владика Василь (Семенюк) водночас із посвяченням церкви 7 грудня 2008 року. Сотрудником церкви є отець Тарас Римар. 
Це перший дерев'яний храм з того часу, коли в Тернополі ще існувала дерев'яна церква у 1600—1601 роках. Саме тоді перебудували в камені храм Різдва Христового або ж «Серединну» церкву в історичному центрі міста.
Постав завдяки фундаціям родини Шинке, мецената Володимира Шинке.
Храм збудували за проектом тернопільського архітектора Михайла Нетриб'яка — одного із авторів комплексу Марійського духовного центру в Зарваниці. При будівництві використовували карпатську смереку. Роботи виконали майстри з гуцульського села Микуличина, зокрема Степан Іванків.
У церкві є дві старовинні ікони — Серця Христового та Богородиці, а також хрест ХІХ століття, які храму подарували місцеві парафіяни.
За недовгу історію існування в церкві з'явився іконостас, а також копія чудотворної ікони Зарваницької Матері Божої, яку виконав і подарував один з парафіян.